# Chuchelna (district de Semily)
Ne doit pas être confondu avec Chuchelná (district d'Opava).
Chuchelna  est une commune du district de Semily, dans la région de Liberec, en République tchèque. Sa population s'élevait à 1 001 habitants en 2021.

## Géographie
Chuchelna se trouve à 2 km à l'ouest du centre de Semily, à 26 km au sud-est de Liberec et à 85 km au nord-est de Prague.

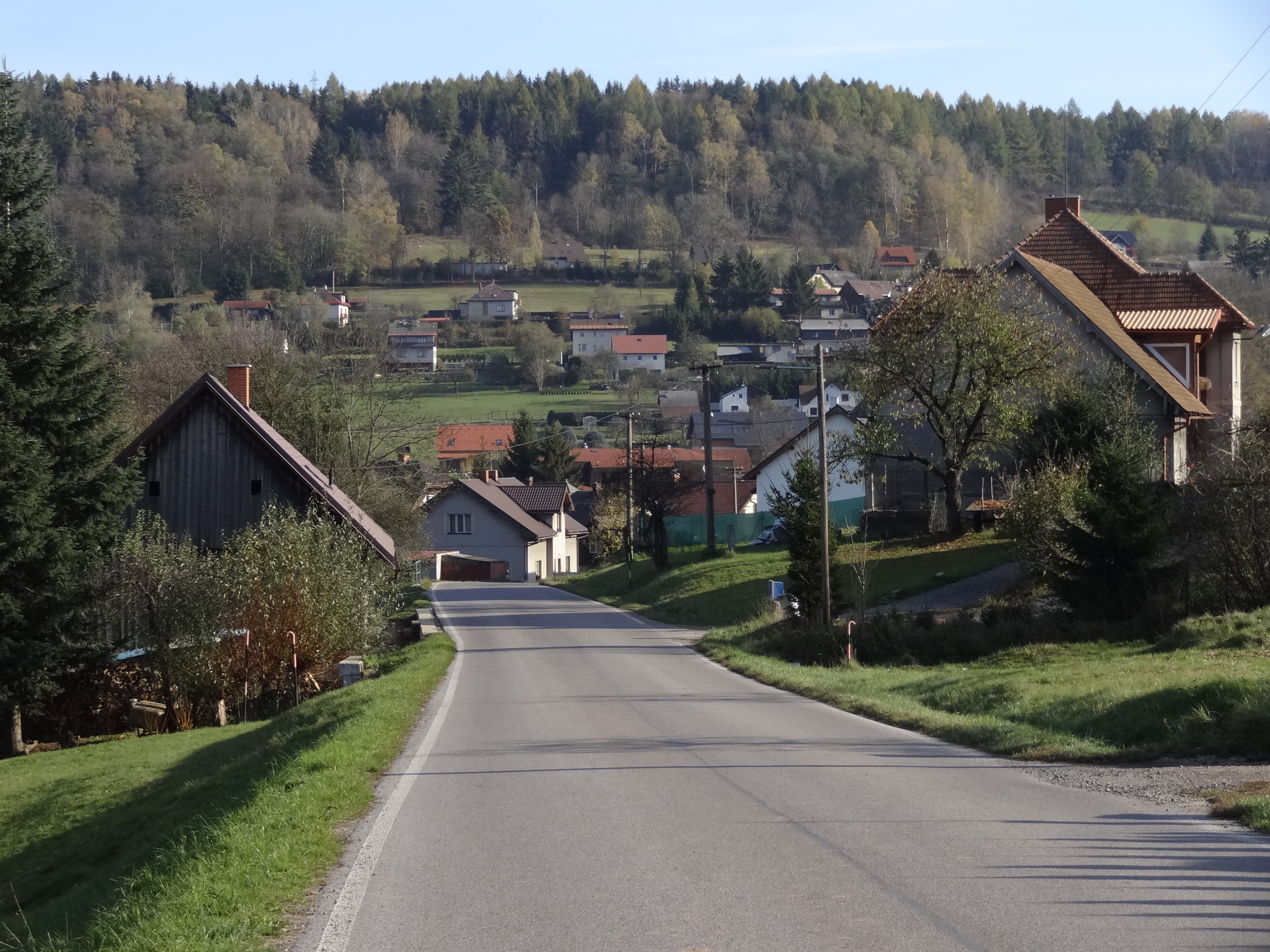
Chuchelna : rue principale.

La commune est limitée par Záhoří au nord, par Semily à l'est, par Slaná et Tatobity au sud, et par Radostná pod Kozákovem et Mírová pod Kozákovem à l'ouest.

## Histoire
La première mention écrite du village date de 1410.

## Administration
La commune se compose de trois sections :
- Chuchelna ;
- Komárov ;
- Lhota.

## Galerie

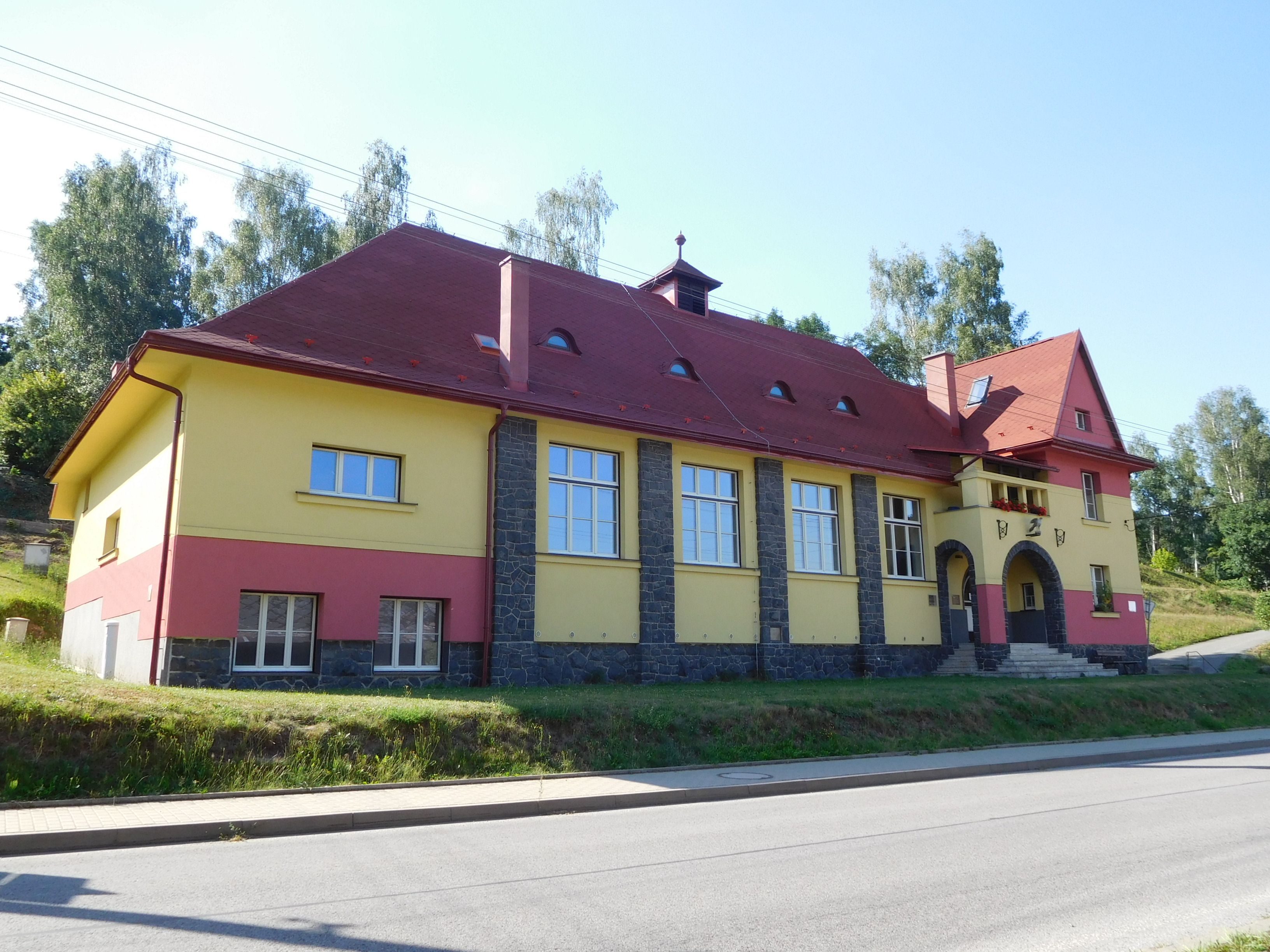
Maison du Sokol.
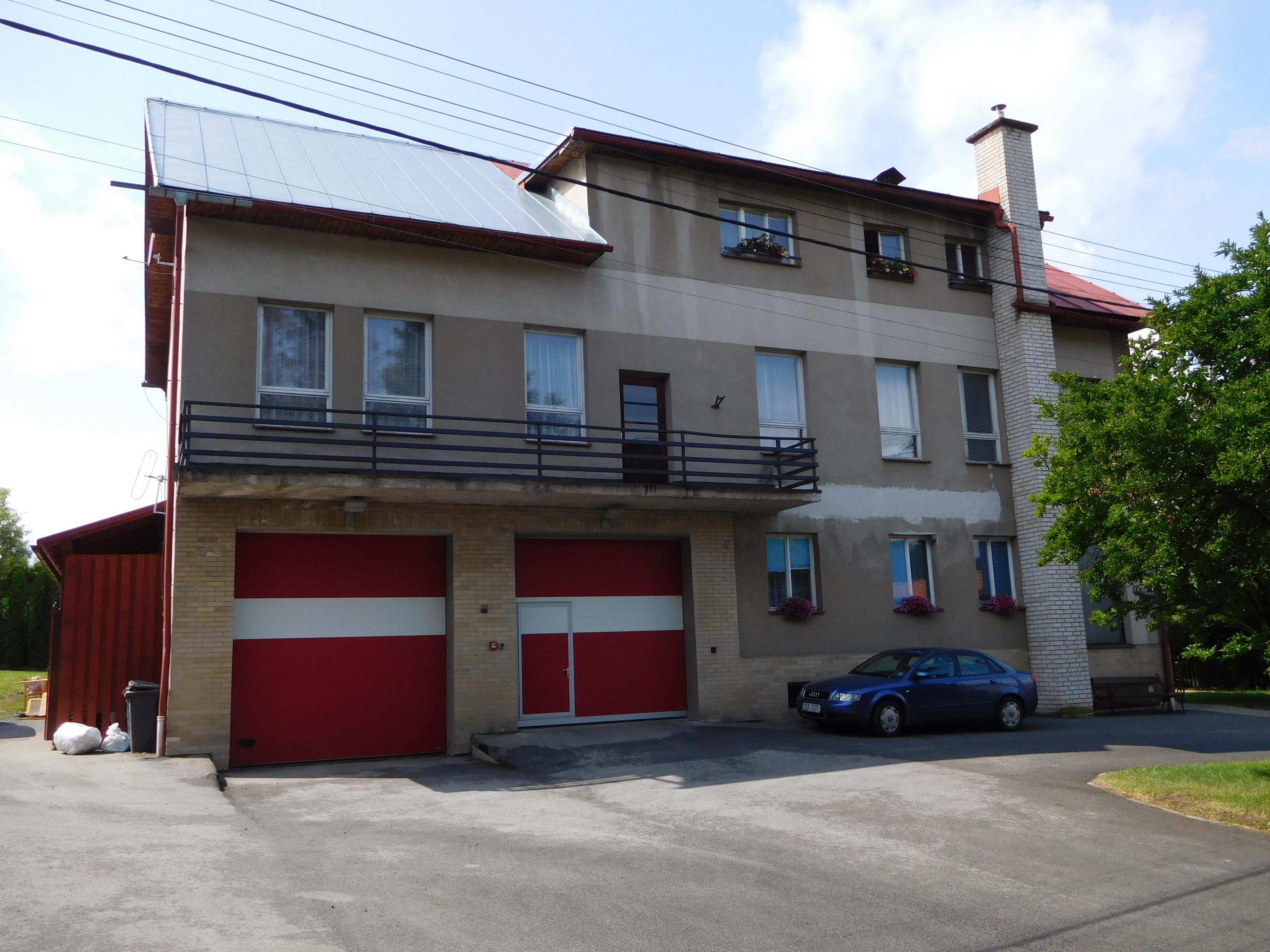
Mairie de Chuchelna.

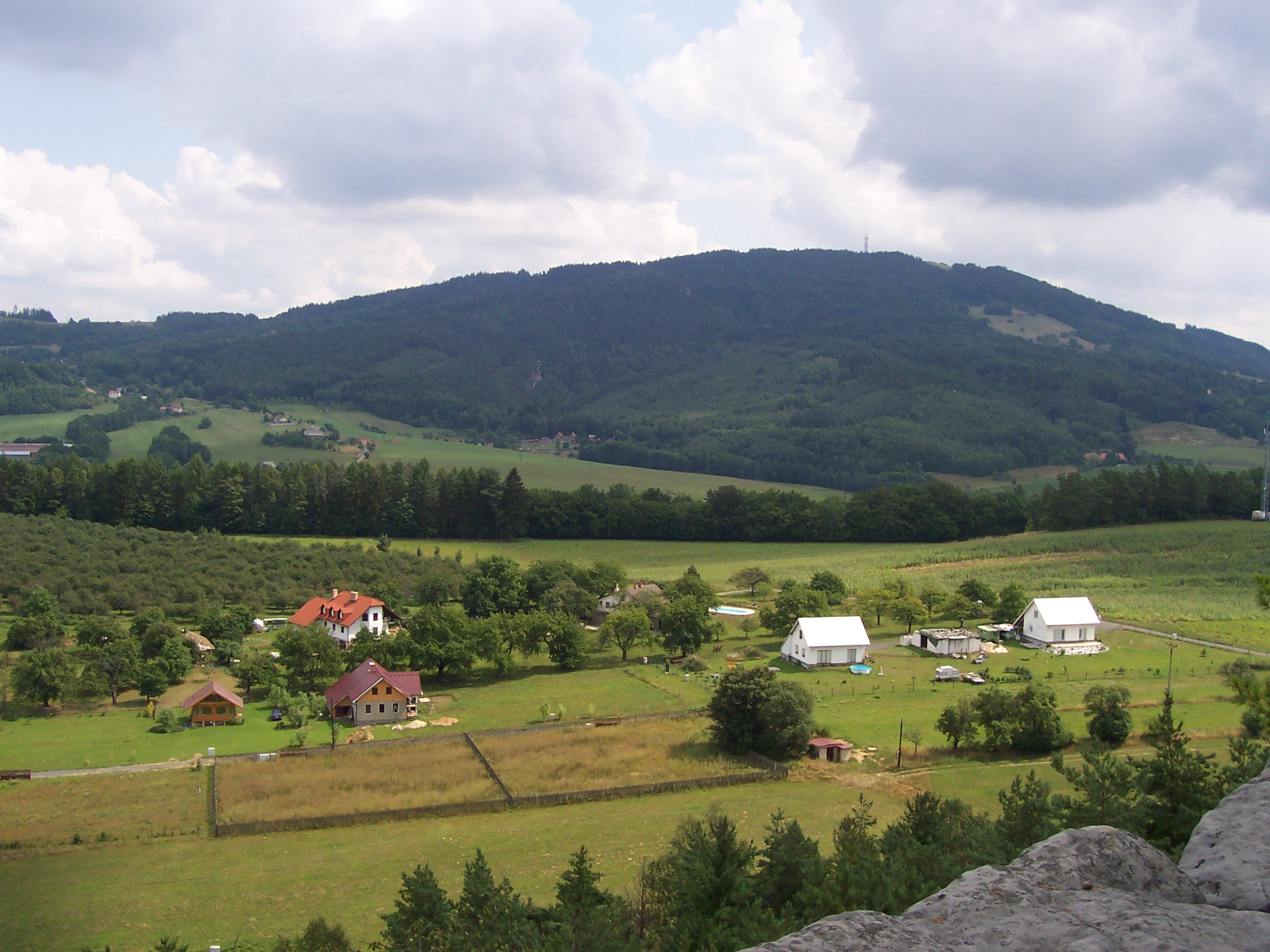
Hameau de Kozakov (Komárov).
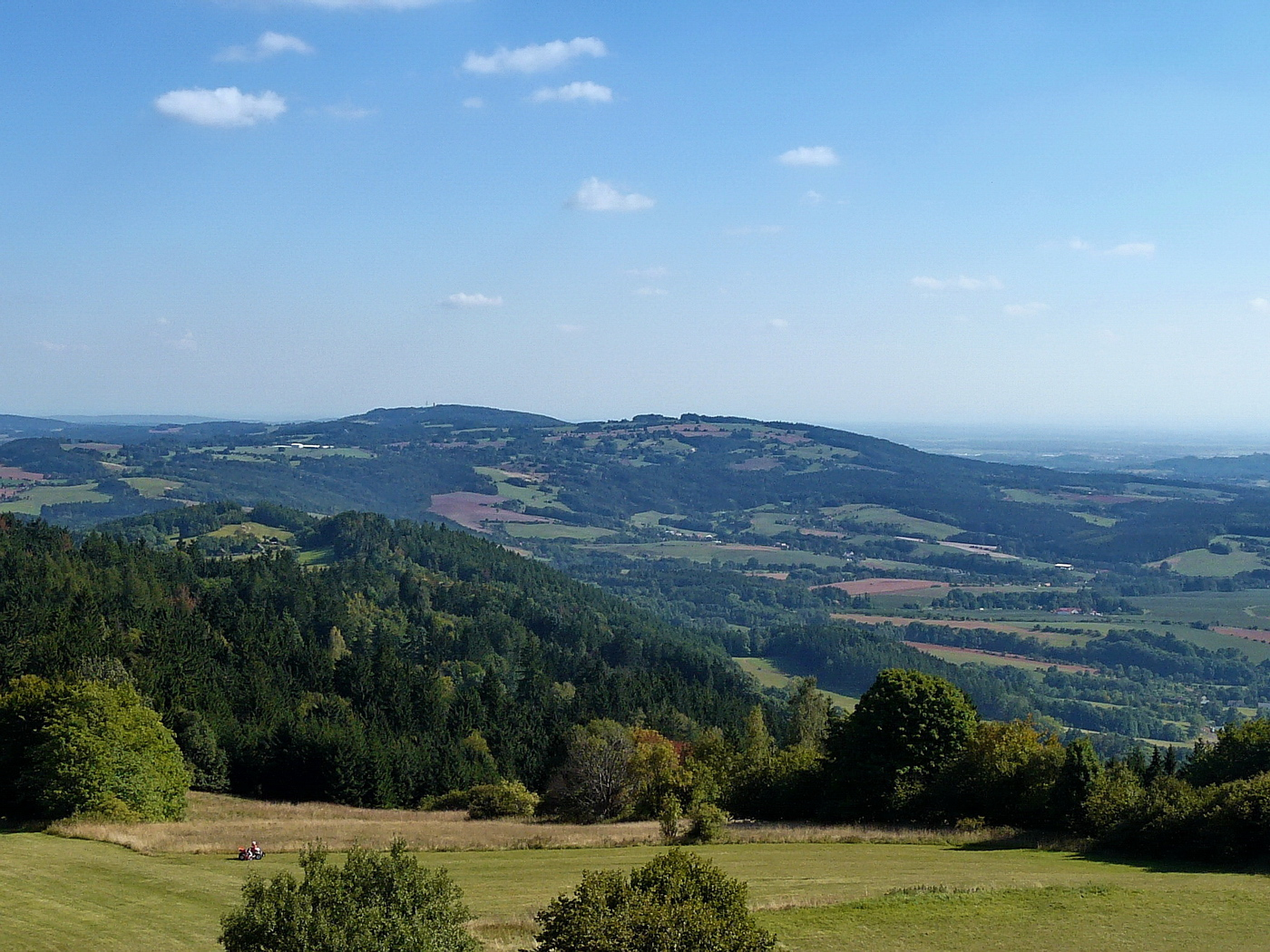
La crête de Tabor.

## Transports
Par la route, Chuchelna se trouve à 3 km de Semily, à 37 km de Liberec et à 107 km de Prague.